# Demonice
En la mitología griega, Demonice (Δημονίκη «victoria del pueblo») o Demodice (Δημοδίκη «justicia del pueblo») es una princesa etolia, hija de Agenor y Epicasta, a su vez primos. Era por lo tanto hermana de Partaón y, en algunas variantes, de Testio. Demonice era una muchacha renombrada por su belleza, y muchos aspirantes deseaban tener su mano, pero se negó a tener requerimientos amorosos. No obstante, sí tuvo unión Ares, quien la hizo madre de Eveno, Molo, Pilo y Testio. Se supone que todos sus hijos son fundadores epónimos de ciudades etolias. Uno dio el nombre al río Eveno, Pilo a la ciudad de Pilene, y Molo lo fue de los molosos de Épiro, pero el más famoso de todos, sin duda, fue Testio.